# Абдурахманов, Шамиль Ахмедович
Шамиль Ахмедович Абдурахманов — советский и белорусский борец вольного стиля, призёр чемпионатов СССР.

## Карьера
В 1987 году в Воронеже стал бронзовым призёром чемпионата СССР. В 1991 году в Запорожье стал чемпионом СССР во втором среднем весе, одолев в финале Руслана Озрокова, также в этом году там же в Запорожье выиграл Спартакиаду народов СССР. В 1992 году в Москве стал чемпионом СНГ, победив в финале Виталия Гизоева.

## Спортивные результаты
- Чемпионат СССР по вольной борьбе 1987 — ;
- Чемпионат СССР по вольной борьбе 1991 — ;
- Спартакиада народов СССР 1991 — ;
- Чемпионат СНГ по вольной борьбе 1992 — ;